# Pixley Ka Isaka Seme
Pixley ka Isaka Seme (1er octobre 1881 – 7 juin 1951) était un avocat et un homme politique sud-africain et l'un des fondateurs et président du Congrès national africain (ANC) .

## Biographie

### Origines et études
Pixley Ka Isaka Seme est né à la Mission américano-zoulou d'Inanda située dans la colonie britannique du Natal en Afrique du Sud. Fils d'Isaka Sarah (née Mseleku) Seme, sa mère était la sœur de John Dube. 
Élève doué et intelligent, Seme obtient son diplôme d'études primaires à l'école de la mission locale. À l'âge de 17 ans, il est envoyé par le révérend SC Pixley aux États-Unis où il poursuit brillamment des études dans le Massachusetts puis à l'université Columbia. En 1906, avec l'aide financière de missionnaires, il commence des études de droit au Jesus College à Oxford en Angleterre. En juin 1909, il est diplômé en droit civil et passe les examens à la profession d'avocat. L'année suivante, il est admis au Barreau.

### Carrière en Afrique du Sud
De retour sur sa terre natale en 1911, il ouvre avec Alfred Mangena un cabinet d'avocat à Johannesbourg au Transvaal.
Il s'implique dans la vie politique du pays après la formation de l'Union sud-africaine. Seme travaille notamment avec plusieurs autres jeunes universitaires africains comme Richard Msimang et George Montsioa et avec les dirigeants de la Convention autochtone d'Afrique du Sud (Johannesbourg) pour promouvoir la formation d'une organisation nationale qui permettrait d'unifier les divers groupes bantous des anciennes colonies distinctes devenues des provinces sud-africaines. 
En janvier 1912, tous ces efforts aboutissent à la fondation par une centaine de délégués de la Native South African National Congress, rebaptisé plus tard congrès national africain (ANC). Seme, conférencier principal de la convention, calque son organisation sur le modèle du Congrès américain. John Dube est président et Seme devient le trésorier général du parti. Avec l'aide financière de la reine régente du Swaziland, Seme lance les journaux du SANNC comme Abantu Batho, à diffusion nationale et imprimé en zoulou, xhosa, sotho et anglais. 
En 1913, Seme fonde le South African Native Farmers Association qui rachète plusieurs fermes et terres agricoles notamment à Driefontein et dans le district de Wakkerstroom au Transvaal. Mais leur entreprise est stoppée par la loi sur les terres autochtones de 1913 qui rend illégal l'achat de fermes par les bantous dans les régions non déclarées indigènes du Transvaal.
Dans ses activités professionnelles, Seme et Mangena ont de nombreux éminents clients comme la famille royale du Swaziland. En 1926, il voyage avec le roi swazi Sobhuza II, en Angleterre, qu'il représente devant le conseil privé du Roi, lors de l'appel concernant un litige foncier avec l'Afrique du Sud. 
En 1928, l'université Columbia lui décerne un doctorat honorifique en droit (LLD). Mais il est néanmoins mis en cause dans son activité professionnelle pour avoir négligé des clients. Engagé pour défendre des paysans noirs, vivant à Waverley dans le district de Pretoria, menacés d'expulsion en vertu de la loi foncière de 1913, Seme perd l'affaire en première et seconde instance puis omet de déposer un recours dans les délais réglementaires devant la cour suprême. Il est alors pris à partie par ses anciens clients qui l'accusent d'avoir davantage défendu politiquement que juridiquement leur affaire devant les tribunaux. Seme est alors renvoyé devant la cour suprême du Transvaal pour négligence envers ses clients, défaut de conseils et honoraires excessifs. Seme s'abstint de comparaître devant la Cour provoquant sa radiation du registre des avocats de la province. Il poursuit néanmoins ses activités juridiques au sein de son cabinet.
Dans ses activités politiques, il entre en opposition avec le président de l'ANC, Josiah Gumede, favorable à une alliance avec le Parti communiste sud-africain. Le parti, en difficultés financières, est alors tiraillé entre ceux favorables à un tel rapprochement ainsi qu'à une ligne plus offensive et ceux qui lui sont hostiles. Avec l'aide de John Dube, Seme prend la présidence de l'ANC en 1930, évinçant Gumede par un vote de 39 à 14, et réaffirme la ligne modérée du parti. Mais les tentatives de Seme pour assurer l'autonomie économique de l'organisation se révèlent infructueuses tout comme sa tentative de résurrection de la chambre des chefs de l'ANC (organe législatif créé en 1912 puis supprimé par Gumede). En 1932, ses adversaires le critiquent pour son inertie et son style autocratique. En 1935, Seme participe à la convention panafricaine, rassemblant plusieurs mouvements politiques bantous de plus ou moins grande importance. Elle tente sans succès de présenter un front commun à la politique du parti uni et au gouvernement Hertzog. En 1937, Seme laisse la présidence de l'ANC au révérend R. Mahabane. À peu près au même moment, le journal Abantu Batho, lancé et financé par l'ANC mais dont l'audience est en berne, est contraint à la fermeture. 
En 1943, Seme recrute Anton Lembede en tant que juriste-stagiaire et l'implique dans la vie de l'ANC. Un an plus tard, Lembede cofonde la Ligue de jeunesse de l'ANC sur un programme africaniste sur une ligne opposée à celle de Seme. En 1946, ce dernier vend son cabinet d'avocat dans lequel Lembede est devenu partenaire.
Marié à une fille du roi Dinuzulu, père de 5 enfants, Seme meurt à Johannesbourg le 7 juin 1951.